# Ацуши Накаджима
Вижте пояснителната страница за други личности с името Накаджима.
Ацуши Накаджима (на японски: 中島 敦 Nakajima Atsushi) е японски писател на произведения в жанра драма.

## Биография и творчество
Ацуши Накаджима е роден на 5 май 1909 г. в Токио, Япония. Баща му е учен, специализиран в класическия китайски език. Родителите му се развеждат след една година. След 6-годишна възраст отраства при баща си и двете си мащехи. През 1918 г. семейството се мести и той учи в училище в Хамамацу до 1920 г. В периода 1920 – 1926 г. живее и учи в Корея, окупирана от Японската империя, докато баща му преподава класическа китайска литература в гимназия в Сеул и в Далян. После учи в гимназията в Токио, но често боледува и временно прекъсва училище. След завършване на гимназията, в периода 1930 – 1933 г. следва японска литература в Японския императорски университет в Токио.
През 1933 г. се жени за Така Хашимото, с която имат три деца.
След дипломирането си през 1933 г. преподава японски и английски език в частната девическа гимназия в Йокохама до 1941 г. Едновременно с работата си започва да пише. През 1934 г. дебютира като писател с разказа „Торагари“, с който участва в конкурс за млади автори на списанието „Chūō Kōron“.
Накаджима не се интересува от политика и за разлика от някои свои съвременници в милитаризирана Япония избягва да пише за каквато и да е проправителствена пропаганда, а предпочита да пише младежки истории и разглежда философски теми. В разказите си ползва впечатленията си от Корея и Микронезия, описвайки японската колонизация със съчувствие.
През 1941 г. е изпратен в Палау, за да редактира учебници и да преподава японски език на децата на членовете на японската окупационна администрация, но се връща в Япония през 1942 г., след като е измъчван от тежка астма. В Палау завършва романа си „光と風と夢“ (Светлина, вятър и мечти) базиран на живота на Робърт Луис Стивънсън, който е номиниран за наградата „Акутагава“.
Ацуши Накаджима умира от пневмония и пристъп на астма на 4 декември 1942 г. в Токио.
През 1949 г. изданието на пълния сборник на произведенията му – „中 島 敦 全集 Nakajima Atsuji zenshū“ е удостоено с литературната награда на издателство „Mainichi Shimbun“.
Литературното му наследство се съхранява от Музея на съвременната литература в Канагава.

## Произведения
частична библиография
- 光と風と夢, Hikari to kaze to yume (1942)
- 山月記, Sangetsuki (1942)
- 木乃伊, Mùnǎiyī (1942)
- 李陵, Riryo (1943)
- 中 島 敦 全集 Nakajima Atsuji zenshū (1949) – пълен сборник на произведенията му

издадено в България
- ”Тигърът-поет“ в „Японски разкази“, изд.: „Народна култура“, София (1973), прев. Людмила Харманджиева